# Temporada 1969-70 de la NBA
La temporada 1969-70 de la NBA fue la vigesimocuarta en la historia de la liga. La temporada finalizó con New York Knicks como campeones tras ganar a Los Angeles Lakers por 4-3.

## Aspectos destacados
- El All-Star Game de la NBA de 1970 se disputó en el The Spectrum de Filadelfia (Pensilvania), con victoria del Este sobre el Oeste por 142-135. Willis Reed, de New York Knicks, fue premiado con el MVP del partido.
- Uno de los momentos más memorables del deporte ocurrió antes del séptimo partido de las Finales de la NBA cuando un lesionado Willis Reed emergió en el Madison Square Garden poco antes del salto inicial. A pesar de disputar solo unos pocos minutos, los Knicks ganaron a los Lakers por 113-99 y se alzaron con el campeonato.
- Ésta fue la última temporada del formato de dos divisiones en la NBA. Las divisiones Este y Oeste fueron divididas en las conferencias Este y Oeste, con dos divisiones por conferencia.

## Clasificaciones
| Equipo             | V  | D  | %V   | P  |
| ------------------ | -- | -- | ---- | -- |
| New York Knicks C  | 60 | 22 | .732 | -  |
| Milwaukee Bucks    | 56 | 26 | .683 | 4  |
| Baltimore Bullets  | 50 | 32 | .610 | 10 |
| Philadelphia 76ers | 42 | 40 | .512 | 18 |
| Cincinnati Royals  | 36 | 46 | .439 | 24 |
| Boston Celtics     | 34 | 48 | .415 | 26 |
| Detroit Pistons    | 31 | 51 | .378 | 29 |

| Equipo                 | V  | D  | %V   | P  |
| ---------------------- | -- | -- | ---- | -- |
| Atlanta Hawks          | 48 | 34 | .585 | -  |
| Los Angeles Lakers     | 46 | 36 | .561 | 2  |
| Phoenix Suns           | 39 | 43 | .476 | 9  |
| Chicago Bulls          | 39 | 43 | .476 | 9  |
| Seattle SuperSonics    | 36 | 46 | .439 | 12 |
| San Francisco Warriors | 30 | 52 | .366 | 18 |
| San Diego Rockets      | 27 | 55 | .329 | 21 |

* V: Victorias
* D: Derrotas
* %V: Porcentaje de victorias
* P: Partidos de diferencia respecto a la primera posición
* C: Campeón

## Playoffs
|  | Semifinales de División | Semifinales de División | Semifinales de División |   |              | Finales de División | Finales de División | Finales de División |  |    | Finales de la NBA | Finales de la NBA | Finales de la NBA |
|  |                         |                         |                         |   |              |                     |                     |                     |  |    |                   |                   |                   |
|  | E1                      | New York                | 4                       |   |              |                     |                     |                     |  |    |                   |                   |                   |
|  | E3                      | Baltimore               | 3                       |   |              |                     |                     |                     |  |    |                   |                   |                   |
|  | E3                      | Baltimore               | 3                       |   | E1           | New York            | 4                   |                     |  |    |                   |                   |                   |
|  | División Este           |                         |                         |   | E1           | New York            | 4                   |                     |  |    |                   |                   |                   |
|  |                         | E2                      | Milwaukee               | 1 |              |                     |                     |                     |  |    |                   |                   |                   |
|  | E4                      | E2                      | Milwaukee               | 1 | Philadelphia | 1                   |                     |                     |  |    |                   |                   |                   |
|  | E4                      |                         |                         |   | Philadelphia | 1                   |                     |                     |  |    |                   |                   |                   |
|  | E2                      | Milwaukee               | 4                       |   |              |                     |                     |                     |  |    |                   |                   |                   |
|  | E2                      | Milwaukee               | 4                       |   |              |                     |                     |                     |  | E1 | New York          | 4                 |                   |
|  |                         |                         |                         |   |              |                     |                     |                     |  | E1 | New York          | 4                 |                   |
|  |                         | O2                      | Los Angeles             | 3 |              |                     |                     |                     |  |    |                   |                   |                   |
|  | O1                      | O2                      | Los Angeles             | 3 | Atlanta      | 4                   |                     |                     |  |    |                   |                   |                   |
|  | O3                      | Chicago                 | 1                       |   |              |                     |                     |                     |  |    |                   |                   |                   |
|  | O3                      | Chicago                 | 1                       |   | O1           | Atlanta             | 0                   |                     |  |    |                   |                   |                   |
|  | División Oeste          |                         |                         |   | O1           | Atlanta             | 0                   |                     |  |    |                   |                   |                   |
|  |                         | O2                      | Los Angeles             | 4 |              |                     |                     |                     |  |    |                   |                   |                   |
|  | O4                      | O2                      | Los Angeles             | 4 | Phoenix      | 3                   |                     |                     |  |    |                   |                   |                   |
|  | O4                      |                         |                         |   | Phoenix      | 3                   |                     |                     |  |    |                   |                   |                   |
|  | O2                      | Los Angeles             | 4                       |   |              |                     |                     |                     |  |    |                   |                   |                   |

## Estadísticas
| Categoría                    | Jugador        | Equipo              | Estadísticas |
| ---------------------------- | -------------- | ------------------- | ------------ |
| Puntos por partido           | Jerry West     | Los Angeles Lakers  | 31.2         |
| Rebotes por partido          | Elvin Hayes    | San Diego Rockets   | 16.9         |
| Asistencias por partido      | Lenny Wilkens  | Seattle SuperSonics | 9.1          |
| Porcentaje de tiros de campo | Johnny Green   | Cincinnati Royals   | 55.9         |
| Porcentaje de tiros libres   | Flynn Robinson | Milwaukee Bucks     | 89.8         |

## Premios
- MVP de la Temporada
  -  Willis Reed (New York Knicks)
- Rookie del Año
  -  Kareem Abdul-Jabbar (Milwaukee Bucks)
- Entrenador del Año
  -  Red Holzman (New York Knicks)

| - Mejor Quinteto de la Temporada - Billy Cunningham, Philadelphia 76ers - Jerry West, Los Angeles Lakers - Walt Frazier, New York Knicks - Connie Hawkins, Phoenix Suns - Willis Reed, New York Knicks | - 2.º Mejor Quinteto de la Temporada - Gus Johnson, Baltimore Bullets - John Havlicek, Boston Celtics - Kareem Abdul-Jabbar, Milwaukee Bucks - Lou Hudson, Atlanta Hawks - Oscar Robertson, Cincinnati Royals |

| - Mejor Quinteto Defensivo - Dave DeBusschere, New York Knicks - Gus Johnson, Baltimore Bullets - Willis Reed, New York Knicks - Walt Frazier, New York Knicks - Jerry West, Los Angeles Lakers | - 2.º Mejor Quinteto Defensivo - Bill Bridges, Atlanta Hawks - Kareem Abdul-Jabbar, Milwaukee Bucks - John Havlicek, Boston Celtics - Joe Caldwell, Atlanta Hawks - Jerry Sloan, Chicago Bulls |

- Mejor Quinteto de Rookies
  - Dick Garrett, Los Angeles Lakers
  - Mike Davis, Baltimore Bullets
  - Jo Jo White, Boston Celtics
  - Kareem Abdul-Jabbar, Milwaukee Bucks
  - Bob Dandridge, Milwaukee Bucks